# Psara
Psara (grško Ψαρά) je grški otok v Egejskem morju. Edino mesto na otoku in sedež občine se imenuje tudi Psara. Otok je imel po popisu iz leta 2011 448 prebivalcev. Ima majhno pristanišče, ki povezuje otok Hios in druge dele Grčije. 

## Galerija
- Topografski zemljevid
- Nikólaos Gýzis, Po padcu Psare
- Zastava Psare